# ABN AMRO Cup 2012
De ABN AMRO Cup 2012 is een hockeytoernooi dat werd gehouden van 6 tot en met 9 september 2012. Het was de vijfde editie van dit toernooi en er deden elf hoofdklasseclubs aan mee en één Belgische club.
HC Rotterdam won voor de derde keer op rij in eigen stadion de Jan Hagendijk-trofee door in de finale HC Bloemendaal te verslaan.

## Voorrondes
6 september 2012

### Poule 1
Locatie: Rotterdam
| Club         | GS | GW | VL |
| ------------ | -- | -- | -- |
| 1. Rotterdam | 2  | 2  | 0  |
| 2. Kampong   | 2  | 1  | 1  |
| 3. HGC       | 2  | 0  | 2  |

- Rotterdam - HGC 2-1
- HGC - Kampong 0-3
- Kampong - Rotterdam 1-2

### Poule 2
Locatie: Eindhoven
| Club            | GS | GW | VL |
| --------------- | -- | -- | -- |
| 1. Oranje Zwart | 2  | 2  | 0  |
| 2. Den Bosch    | 2  | 1  | 1  |
| 3. Dragons      | 2  | 0  | 2  |

- Oranje Zwart - Den Bosch 2-0
- Den Bosch - Dragons 0-0 (DB wns)
- Dragons - Oranje Zwart 1-2

### Poule 3
Locatie: Amsterdam
| Club           | GS | GW | VL |
| -------------- | -- | -- | -- |
| 1. Bloemendaal | 2  | 2  | 0  |
| 2. Pinoké      | 2  | 1  | 1  |
| 3. Amsterdam   | 2  | 0  | 2  |

- Amsterdam - Pinoké 0-3
- Pinoké - Bloemendaal 1-3
- Bloemendaal - Amsterdam 2-1

### Poule 4
Locatie: Laren
| Club        | GS | GW | VL |
| ----------- | -- | -- | -- |
| 1. Laren    | 2  | 2  | 0  |
| 2. SCHC     | 2  | 1  | 1  |
| 3. Voordaan | 2  | 0  | 2  |

- Laren - SCHC 2-1
- SCHC - Voordaan 1-1 (SCHC wns)
- Voordaan - Laren 0-3

## Tweede ronde
Rotterdam, 8 september 2012

### Halve finales
- 13.00 Rotterdam - Laren 5-0
- 15.00 Oranje Zwart - Bloemendaal 3-5

### Nummers 2
- Den Bosch - Pinoké 2-3
- Kampong - SCHC 5-3

### Nummers 3
- Voordaan - HGC 2-7
- Dragons - Amsterdam 4-6

## Finales
Rotterdam, 9 september 2012
- 11/12 Voordaan - Dragons 3-5
- 9/10  HGC - Amsterdam 4-6
- 7/8   SCHC - Den Bosch 0-4
- 5/6   Kampong - Pinoké 4-3

### 3de plaats
- Laren - Oranje Zwart 2-5

### Finale
| 9 september 2012 14:00         |                  |                |                                  |
| HC Rotterdam                   | 3:1 (1:1)        | HC Bloemendaal | Sportpark Hazelaarweg, Rotterdam |
| Jeroen Hertzberger Nick Wilson | Wedstrijdverslag | Chris Cirello  | Sportpark Hazelaarweg, Rotterdam |

### Kampioen
| ABN AMRO Cup 2012      |
| ---------------------- |
| HC Rotterdam 3de titel |

2008 · 2009 · 2010 · 2011 · 2012 · 2013 · 2014 · 2015 · 2016 · 2017 · 2018 · 2019